# Elephantulus
Elephantulus és un gènere de musaranya elefant. Conté les espècies següents:
- Musaranya elefant de musell curt (Elephantulus brachyrhynchus)
- Musaranya elefant d'Edward (Elephantulus edwardii)
- Musaranya elefant de peus foscos (Elephantulus fuscipes)
- Musaranya elefant del Zambesi (Elephantulus fuscus)
- Musaranya elefant pàl·lida (Elephantulus intufi)
- Musaranya elefant del Transvaal (Elephantulus myurus)
- Musaranya elefant de cua peluda (Elephantulus pilicaudus)
- Musaranya elefant rossa (Elephantulus rufescens)
- Musaranya elefant roquera (Elephantulus rupestris)